# Ситниковые
Ситниковые (лат. Juncaceae) — семейство растений порядка Злакоцветные (лат. Poales), включает в себя 7 родов и около 400 видов.

## Ботаническое описание
| |
| |
| Вверху — Juncus acutiflorus. Внизу — Luzula sp. Ботанические иллюстрации из книги Якоба Штурма Deutschlands Flora in Abbildungen, 1796. |

Ситниковые — однолетние или многолетние травы, редко полукустарники. Растут густыми дерновинами или, развивая ползучие корневища, — более редкими зарослями.
Стебли обыкновенно простые, цилиндрические, губчатые или полые, разделенные поперечными диафрагмами на членики.
Листья чаще прикорневые, очерёдные, трёхрядные, двухрядные — у Дистихии или неправильно двухрядные — у Оксихлоэ. Влагалища открытые (у Ситника) или закрытые (у Ожика) влагалищем; иногда все листья редуцированы до влагалищ. Располагаются листья или по всему стеблю, или только у его основания, по спирали или в два ряда. Листовые пластинки линейные, цилиндрические или желобчатые, а иногда плоские.

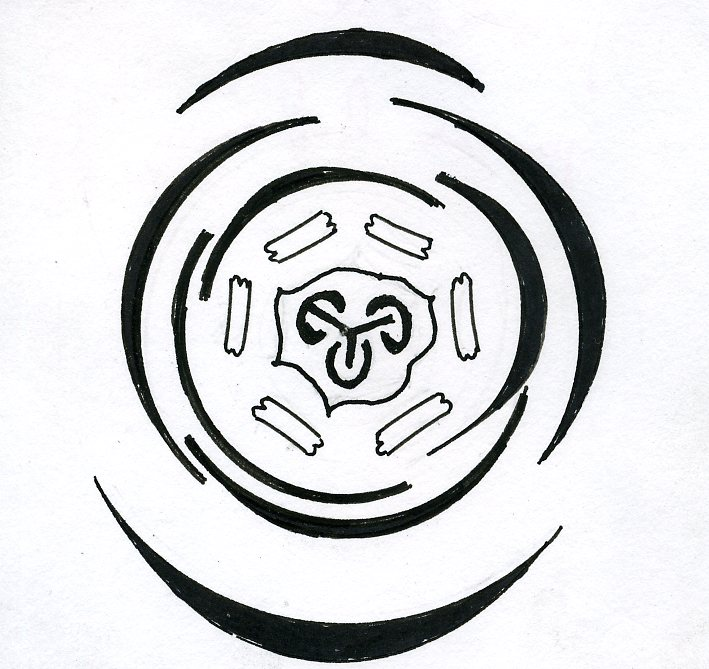
Juncus sp.: диаграмма цветка

Цветки актиноморфные, мелкие, зелёные или бурые, правильные и обыкновенно обоеполые, ветроопыляемые. Собраны в различного вида соцветия — головчатые, метельчатые, зонтикообразные или пучковидные, иногда цветки одиночные, снабженные кроющими листьями и прицветниками или без прицветников. Околоцветник простой, из шести свободных листков в двух кругах, обыкновенно сохраняющийся при плодах; тычинок шесть в двух кругах, но иногда внутренний круг тычинок целиком или отчасти не развивается; нити свободные; пыльники двугнездые, прикрепленные основанием; пестик один, состоящий из трех плодолистиков; завязь верхняя, одногнездая или трехгнездая, трех- или многосемянная; столбик иногда очень короткий; рыльце трехраздельное.
Плод — коробочка, вскрывающаяся тремя створками. Семена мелкие, часто с присемянником, с небольшим прямым зародышем.
Размножаются Ситниковые семенами или вегетативно — ползучим корневищем.

## Распространение и экология
Роды Ситник и Ожика, по большей части, произрастают в Северном полушарии. Представители остальных родов произрастают только в Южном полушарии.
Роды Дистихия, Оклихоэ и Патисия являются эндемиками Южной Америки.
В Новой Зеландии (остров Южный) и на островах Окленд и Кэмпбелл произрастает антарктический вид Марсиппоспермум стройный (Marsippospermum gracile), остальные виды рода Марсиппоспермум встречаются к югу от 37° ю. ш., включая Огненную Землю и Фолклендские острова.
В России встречаются представители двух родов: Ситника и Ожики, представлено около 100 видов.
Ситниковые широко распространены в умеренных, холодных, отчасти субтропических областях и крайне редко встречаются в тропических, где обитают только в горах на больших высотах.
Растут по сырым и болотистым местам — низинным травяным, иногда засоленным болотам, заболоченным лугам, берегам рек и озёр, отмелям, морским побережьям; нередко они встречаются на сырых песчаных и каменистых местах. Целый ряд видов предпочитает более сухие почвы. Многие виды ситника растут на нарушенных территориях — по обочинам дорог, у канав, карьеров, возле жилья.

## Значение и применение
Высушенная сердцевина растений в некоторых странах использовалась как лучина.
В Японии некоторые виды, называемые 'igusa', используются для плетения мягкого покрытия для татами.
Ситниковые содержат различные природные соединения, такие как флавоноиды, кумарины, терпены, стероиды, фенольные производные, стильбены и фенантрены. Растения имеют одну из самых высоких концентрацией производных фенантрена. Из-за разнообразия активных ингредиентов ситниковые широко используется в качестве традиционной китайской фитотерапии для лечения беспокойства, бессонницы, болезненного мочеиспускания, лихорадки, воспалений, фарингита и афты.

## Ситниковые в культуре и этнографии
Изображение Ситниковых встречается на геральдических гербах ряда городов и муниципалитетов:
| |  |
| Слева направо: Герб Delle (Территория Бельфор, Франция). Герб Joncherey (Территория Бельфор, Франция). |  |

| |  |  |  |
| Слева направо: Гербы коммун Безенталь, Алефельд-Бистензее, Ра-Безенбек и Вапельфельд в Шлезвиг-Гольштейне, Германия. |  |  |  |

## Классификация

### Таксономическое положение
Система Веттштейна относила семейство Juncaceae Ситниковые к порядку Liliiflorae Лилиецветные класса Monocotyledones Однодольные подотдела Angiospermae тип Angiospermae Покрытосеменные.
Система Кронквиста относила семейство Juncaceae Ситниковые к порядку Juncales Ситникоцветные подкласса Commelinidae класса Liliopsida Однодольные.
Система Тахтаджяна относила семейство Juncaceae Ситниковые к порядку Juncales Ситникоцветные надпорядка Juncanae подкласса Commelinidae класса Liliopsida Однодольные.
Система APG II (2003) относит семейство Juncaceae Ситниковые к порядку Poales Злакоцветные класса Commelinids Коммелиниды.

### Роды
Семейство насчитывает 7 родов и около 400 видов.
- Distichia Nees & Meyen — Дистихия
- Juncus L. typus — Ситник

- [syn.  Microschoenus C.B.Clarke]

- Luzula DC. — Ожика

- [syn.  Ebingeria Chrtek & Krísa] 
- [syn.  Juncoides Ség.] 

- Marsippospermum Desv. — Марсиппоспермум
- Oxychloe Phil. — Оксихлоэ

- [syn.  Andesia Hauman — Андезия] 

- Patosia Buchenau — Патосия
- Rostkovia Desv. — Ростковия